# 大分日産自動車
大分日産自動車株式会社（おおいたにっさんじどうしゃ）は、大分県大分市に本社を置く、日産自動車の販売会社である。

## 沿革
- 1946年（昭和21年）1月31日 - 大分日産自動車株式会社を設立。
- 1987年（昭和62年）12月1日 - 日豊日産モーターと日産チェリー大分が合併し、大分日産モーターを設立。
- 2006年（平成18年）- 大分日産モーターを合併。

## 大分県内の他日産車販売店
- 日産プリンス大分販売（旧レッドステージ店、旧プリンス店、旧サニー店)

## 事業所

### 日産
- 古国府店 - 大分市広瀬町二丁目3番14号
- 住吉店 - 大分市住吉町1丁目4番26号
- 三川店 - 大分市三川新町1丁目3番7号
- 宮崎店 - 大分市宮崎1373番
- 別府石垣店 - 別府市石垣西10丁目10番10号
- 別府若草店 - 別府市若草町9番23号
- 宇佐店 - 宇佐市大字岩崎字北堤335番地の2
- 中津店 - 中津市中殿町4丁目7番8
- 日田店 - 日田市本町8番11号
- 佐伯店 - 佐伯市駅前1丁目2番25号
- 臼杵店 - 臼杵市大字市浜字ホリタ1089番地の3
- 竹田店 - 竹田市大字拝田原字上津留459番地の1
- プレジールu - 大分市広瀬町二丁目3番14号

### ルノー
- ルノー大分 - 大分市宮崎1402-1